# Albo d'oro del doppio misto dell'Australian Open
Elenco dei vincitori del doppio misto al torneo degli Australian Open di tennis.
| Anno       | Vincitori                                                                 | Finalisti                                    | Punteggio                                    |
| ---------- | ------------------------------------------------------------------------- | -------------------------------------------- | -------------------------------------------- |
| 1922       | Esna Boyd Robertson (1) Jack Hawkes (1)                                   | Lorna Utz Harold Utz                         | 6–1, 6–1                                     |
| 1923       | Sylvia Lance Horace Rice                                                  | Margaret Molesworth Bert St. John            | 2–6, 6–4, 6–4                                |
| 1924       | Daphne Akhurst (1) Jim Willard (1)                                        | Esna Boyd Gar Hone                           | 6–3, 6–4                                     |
| 1925       | Daphne Akhurst (2) Jim Willard (2)                                        | Sylvia Lance Bob Schlesinger                 | 6–4, 6–4                                     |
| 1926       | Esna Boyd (2) Jack Hawkes (2)                                             | Daphne Akhurst Cozens Jim Willard            | 6–2, 6–4                                     |
| 1927       | Esna Boyd (3) Jack Hawkes (3)                                             | Youtha Anthony Jim Willard                   | 6–1, 6–3                                     |
| 1928       | Daphne Akhurst (3) Jean Borotra                                           | Esna Boyd Jack Hawkes                        | non disputata                                |
| 1929       | Daphne Akhurst (4) Gar Moon (1)                                           | Marjorie Cox Crawford Jack Crawford          | 6–0, 7–5                                     |
| 1930       | Nell Hall Hopman (1) Harry Hopman (1)                                     | Marjorie Cox Crawford Jack Crawford          | 11–9, 3–6, 6–3                               |
| 1931       | Marjorie Cox Crawford (1) Jack Crawford (1)                               | Emily Hood Westacott Aubrey Willard          | 7–5, 6–4                                     |
| 1932       | Marjorie Cox Crawford (2) Jack Crawford (2)                               | Meryl O'Hara Wood Jiro Satoh                 | 6–8, 8–6, 6–3                                |
| 1933       | Marjorie Cox Crawford (3) Jack Crawford (3)                               | Marjorie Gladman Van Ryn Ellsworth Vines     | 3–6, 7–5, 13–11                              |
| 1934       | Joan Hartigan Bathurst Gar Moon (2)                                       | Emily Hood Westacott Ray Dunlop              | 6–3, 6–4                                     |
| 1935       | Louise Bickerton Christian Boussus                                        | Birdie Bond Vernon Kirby                     | 1–6, 6–3, 6–3                                |
| 1936       | Nell Hall Hopman (2) Harry Hopman (2)                                     | May Blick Abel Kay                           | 6–2, 6–0                                     |
| 1937       | Nell Hall Hopman (3) Harry Hopman (3)                                     | Dorothy Stevenson Don Turnbull               | 3–6, 6–3, 6–2                                |
| 1938       | Margaret Wilson John Bromwich                                             | Nancye Wynne Bolton Colin Long               | 6–3, 6–2                                     |
| 1939       | Nell Hall Hopman (4) Harry Hopman (4)                                     | Margaret Wilson John Bromwich                | 6–8, 6–2, 6–3                                |
| 1940       | Nancye Wynne Bolton (1) Colin Long (1)                                    | Nell Hall Hopman Harry Hopman                | 7–5, 2–6, 6–4                                |
| 1941- 1945 | non disputato per la seconda guerra mondiale                              | non disputato per la seconda guerra mondiale | non disputato per la seconda guerra mondiale |
| 1946       | Nancye Wynne Bolton (2) Colin Long (2)                                    | Joyce Fitch John Bromwich                    | 6–0, 6–4                                     |
| 1947       | Nancye Wynne Bolton (3) Colin Long (3)                                    | Joyce Fitch John Bromwich                    | 6–3, 6–3                                     |
| 1948       | Nancye Wynne Bolton (4) Colin Long (4)                                    | Thelma Coyne Long Bill Sidwell               | 7–5, 4–6, 8–6                                |
| 1949       | Doris Hart (1) Frank Sedgman (1)                                          | Joyce Fitch John Bromwich                    | 6–1, 5–7, 12–10                              |
| 1950       | Doris Hart (2) Frank Sedgman (2)                                          | Joyce Fitch Eric Sturgess                    | 8–6, 6–4                                     |
| 1951       | Thelma Coyne Long (1) George Worthington (1)                              | Clare Proctor Jack May                       | 6–4, 3–6                                     |
| 1952       | Thelma Coyne Long (2) George Worthington (2)                              | Gwen Thiele Tom Warhurst                     | 9–7, 7–5                                     |
| 1953       | Julia Sampson Rex Hartwig (1)                                             | Maureen Connolly Hamilton Richardson         | 6–4, 6–3                                     |
| 1954       | Thelma Coyne Long (3) Rex Hartwig (2)                                     | Beryl Penrose John Bromwich                  | 4–6, 6–1, 6–2                                |
| 1955       | Thelma Coyne Long (4) George Worthington (3)                              | Jenny Staley Lew Hoad                        | 6–2, 6–1                                     |
| 1956       | Beryl Penrose Neale Fraser                                                | Mary Bevis Hawton Roy Emerson                | 6–2, 6–4                                     |
| 1957       | Fay Muller Malcolm Anderson                                               | Jill Langley Billy Knight                    | 7–5, 3–6, 6–1                                |
| 1958       | Mary Bevis Hawton Bob Howe                                                | Angela Mortimer Barrett Peter Newman         | 9–11, 6–1, 6–2                               |
| 1959       | Sandra Reynolds Price Bob Mark                                            | Renee Schuurman Haygarth Rod Laver           | 4–6, 13–11, 6–1                              |
| 1960       | Jan Lehane O'Neill (1) Trevor Fancutt                                     | Martin Mulligan Christine Truman             | 6–2, 7–5                                     |
| 1961       | Jan Lehane O'Neill (2) Bob Hewitt                                         | Mary Carter Reitano John Pearce              | 9–7, 6–2                                     |
| 1962       | Lesley Turner Bowrey (1) Fred Stolle                                      | Darlene Hard Roger Taylor                    | 6–3, 9–7                                     |
| 1963       | Margaret Smith Court (1) Ken Fletcher (1)                                 | Lesley Turner Bowrey Fred Stolle             | 7–5, 5–7, 6–4                                |
| 1964       | Margaret Smith Court (2) Ken Fletcher (2)                                 | Jan Lehane O'Neill Mike Sangster             | 6–3, 6–2                                     |
| 1965       | Robyn Ebbern Owen Davidson (1) vs. Margaret Smith Court (3) John Newcombe |                                              | Pari merito                                  |
| 1966       | Judy Tegart Dalton Tony Roche                                             | Robyn Ebbern Bill Bowrey                     | 6–1, 6–3                                     |
| 1967       | Lesley Turner Bowrey (2) Owen Davidson (2)                                | Judy Tegart Dalton Tony Roche                | 9–7, 6–4                                     |
| 1968       | Billie Jean King Dick Crealy                                              | Margaret Smith Court Allan Stone             | walkower                                     |
| 1969       | Margaret Smith Court (4) Marty Riessen                                    | Ann Haydon-Jones Fred Stolle                 |                                              |
| 1970- 1986 | non disputato                                                             | non disputato                                | non disputato                                |
| 1987       | Zina Garrison Sherwood Stewart                                            | Anne Hobbs Andrew Castle                     | 3–6, 7–6(5), 6–3                             |
| 1988       | Jana Novotná (1) Jim Pugh (1)                                             | Martina Navrátilová Tim Gullikson            | 5–7, 6–2, 6–4                                |
| 1989       | Jana Novotná (2) Jim Pugh (2)                                             | Zina Garrison Sherwood Stewart               | 6–3, 6–4                                     |
| 1990       | Nataša Zvereva (1) Jim Pugh (3)                                           | Zina Garrison Rick Leach                     | 4–6, 6–2, 6–3                                |
| 1991       | Jo Durie Jeremy Bates                                                     | Robin White Scott Davis                      | 2–6, 6–4, 6–4                                |
| 1992       | Nicole Bradtke Mark Woodforde (1)                                         | Arantxa Sánchez Vicario Todd Woodbridge      | 6–3, 4–6, 11–9                               |
| 1993       | Arantxa Sánchez Vicario Todd Woodbridge                                   | Zina Garrison Jackson Rick Leach             | 7–5, 6–4                                     |
| 1994       | Larisa Neiland (1) Andrej Ol'chovskij                                     | Helena Suková Todd Woodbridge                | 7–5, 6(7)–7, 6–2                             |
| 1995       | Nataša Zvereva (2) Rick Leach (1)                                         | Gigi Fernández Cyril Suk                     | 7–6(4), 6(3)–7, 6–4                          |
| 1996       | Larisa Neiland (2) Mark Woodforde (2)                                     | Nicole Arendt Luke Jensen                    | 4–6, 7–5, 6–0                                |
| 1997       | Manon Bollegraf Rick Leach (2)                                            | Larisa Neiland John-Laffnie de Jager         | 6–3, 6(5)–7, 7–5                             |
| 1998       | Venus Williams Justin Gimelstob                                           | Helena Suková Cyril Suk                      | 6–2, 6–1                                     |
| 1999       | Mariaan de Swardt David Adams                                             | Serena Williams Maks Mirny                   | 6–4, 4–6, 7–6(5)                             |
| 2000       | Rennae Stubbs Jared Palmer                                                | Arantxa Sánchez Vicario Todd Woodbridge      | 7–5, 7–6(3)                                  |
| 2001       | Corina Morariu Ellis Ferreira                                             | Barbara Schett Joshua Eagle                  | 6–1, 6–3                                     |
| 2002       | Daniela Hantuchová Kevin Ullyett                                          | Paola Suárez Gastón Etlis                    | 6–3, 6–2                                     |
| 2003       | Martina Navrátilová Leander Paes (1)                                      | Eléni Daniilídou Todd Woodbridge             | 6–4, 7–5                                     |
| 2004       | Elena Bovina Nenad Zimonjić (1)                                           | Martina Navrátilová Leander Paes             | 6–1, 7–6                                     |
| 2005       | Samantha Stosur Scott Draper                                              | Liezel Huber Kevin Ullyett                   | 6–2, 2–6, 7–6(6)                             |
| 2006       | Martina Hingis (1) Mahesh Bhupathi (1)                                    | Elena Lichovceva Daniel Nestor               | 6–3, 6–3                                     |
| 2007       | Elena Lichovceva Daniel Nestor (1)                                        | Viktoryja Azaranka Maks Mirny                | 6–4, 6–4                                     |
| 2008       | Sun Tiantian Nenad Zimonjić (2)                                           | Sania Mirza Mahesh Bhupathi                  | 7–6(4), 6–4                                  |
| 2009       | Sania Mirza Mahesh Bhupathi (2)                                           | Nathalie Dechy Andy Ram                      | 6–3, 6–1                                     |
| 2010       | Cara Black Leander Paes (2)                                               | Ekaterina Makarova Jaroslav Levinský         | 7–5, 6–3                                     |
| 2011       | Katarina Srebotnik Daniel Nestor (2)                                      | Latisha Chan Paul Hanley                     | 6–3, 3–6, [10–7]                             |
| 2012       | Bethanie Mattek-Sands Horia Tecău                                         | Elena Vesnina Leander Paes                   | 6–3, 5–7, [10–3]                             |
| 2013       | Jarmila Gajdošová Matthew Ebden                                           | Lucie Hradecká František Čermák              | 6–3, 7–5                                     |
| 2014       | Kristina Mladenovic Daniel Nestor (3)                                     | Sania Mirza Horia Tecău                      | 6–3, 6–2                                     |
| 2015       | Martina Hingis (2) Leander Paes (3)                                       | Kristina Mladenovic Daniel Nestor            | 6–4, 6–3                                     |
| 2016       | Elena Vesnina Bruno Soares                                                | Coco Vandeweghe Horia Tecău                  | 6–4, 4–6, [10–5]                             |
| 2017       | Abigail Spears Juan Sebastián Cabal                                       | Sania Mirza Ivan Dodig                       | 6–2, 6–4                                     |
| 2018       | Gabriela Dabrowski Mate Pavić                                             | Tímea Babos Rohan Bopanna                    | 2–6, 6–4, [11–9]                             |
| 2019       | Barbora Krejčíková (1) Rajeev Ram (1)                                     | Astra Sharma John-Patrick Smith              | 7–6(3), 6–1                                  |
| 2020       | Barbora Krejčíková (2) Nikola Mektić                                      | Bethanie Mattek-Sands Jamie Murray           | 5–7, 6–4, [10–1]                             |
| 2021       | Barbora Krejčíková (3) Rajeev Ram (2)                                     | Samantha Stosur Matthew Ebden                | 6–1, 6–4                                     |
| 2022       | Kristina Mladenovic Ivan Dodig                                            | Jaimee Fourlis Jason Kubler                  | 6–3, 6–4                                     |
| 2023       | Luisa Stefani Rafael Matos                                                | Sania Mirza Rohan Bopanna                    | 7–6(2), 6–2                                  |
| 2024       | Hsieh Su-wei Jan Zieliński                                                | Desirae Krawczyk Neal Skupski                | 6(5)–7, 6–4, [11–9]                          |
| 2025       | Olivia Gadecki John Peers                                                 | Kimberly Birrell John-Patrick Smith          | 3–6, 6–4, [10–6]                             |